# Tour Trinity
Tour Trinity är en skyskrapa i La Défense i Paris storstadsområde i Frankrike.
Den ritades av arkitektföretaget Cro & Co Architecture, regisserad av arkitekten Jean-Luc Crochon.
Tornet mäter 167 m och erbjuder en yta på 49 000 m2 på 33 våningar.
Trinity har flera arkitektoniska innovationer:
- En centralkärna: Trinity-kärnan är förskjuten på fasaden och prydd med panoramahissar.
- Utomhusområden: trädkantade terrasser, loggior och balkonger är tillgängliga över hela tornets höjd.
- Främre öppningar som ger fri luft åt alla fasader.
- Bioklimatiska fasader som optimerar tillförseln av naturligt ljus.
- Minsta frihöjd på 2,80 m på alla våningar[5].